# ミッケル・E・G・ニルソン
ミッケル・E・G・ニルソン（Mikkel E. G. Nielsen, 1973年7月19日 - ）は、デンマーク系アメリカ人の編集技師である。映画『サウンド・オブ・メタル -聞こえるということ-』（2020年）への貢献によりアカデミー編集賞を受賞した。

## 主なフィルモグラフィ
- ロイヤル・アフェア 愛と欲望の王宮 En kongelig affære (2012) 編集
- ボヴァリー夫人 Madame Bovary (2014) 編集
- ビースト・オブ・ノー・ネーション Beasts of No Nation (2015) 編集
- アウトサイダー The Outsider (2018) 編集
- サウンド・オブ・メタル -聞こえるということ- Sound of Metal (2020) 編集
- 再生の地 Land (2021) 編集
- イニシェリン島の精霊 The Banshees of Inisherin (2022) 編集

## 受賞とノミネート
| 賞               | 年   | 部門   | 作品名                                      | 結果       |
| ---------------- | ---- | ------ | ------------------------------------------- | ---------- |
| アカデミー賞     | 2020 | 編集賞 | サウンド・オブ・メタル -聞こえるということ- | 受賞       |
| アカデミー賞     | 2022 | 編集賞 | イニシェリン島の精霊                        | ノミネート |
| 英国アカデミー賞 | 2020 | 編集賞 | サウンド・オブ・メタル -聞こえるということ- | 受賞       |
| 英国アカデミー賞 | 2022 | 編集賞 | イニシェリン島の精霊                        | ノミネート |